# Linia wprowadzenia
Ten artykuł opisuje zagadnienie koszykarskie zgodne z normami FIBA.
Zasady w ligach NBA, NCAA lub innych mogą różnić się od tutaj przedstawionych.

Na czerwono zaznaczone linie wprowadzenia (cienka brązowa linia pokazuje, że linia wprowadzenia znajduje się na wysokości szczytu linii 6,75

Linia wprowadzenia – linia znajdująca się za linią autu na boisku koszykarskim, na wysokości 8,325 metra od linii autu końcowego, czyli na wysokości najwyższego punktu linii 6,75. W pewnych sytuacjach, drużyna musi wprowadzić piłkę z linii wprowadzenia, a nie z innego miejsca. Linie wprowadzenia są 2 (po 1 na każdej połowie boiska) i znajdują się zawsze po przeciwnej stronie boiska niż stolik sędziowski. Linia ta ma długość 15 centymetrów i szerokość 5 centymetrów.